# François-André Danican Philidor

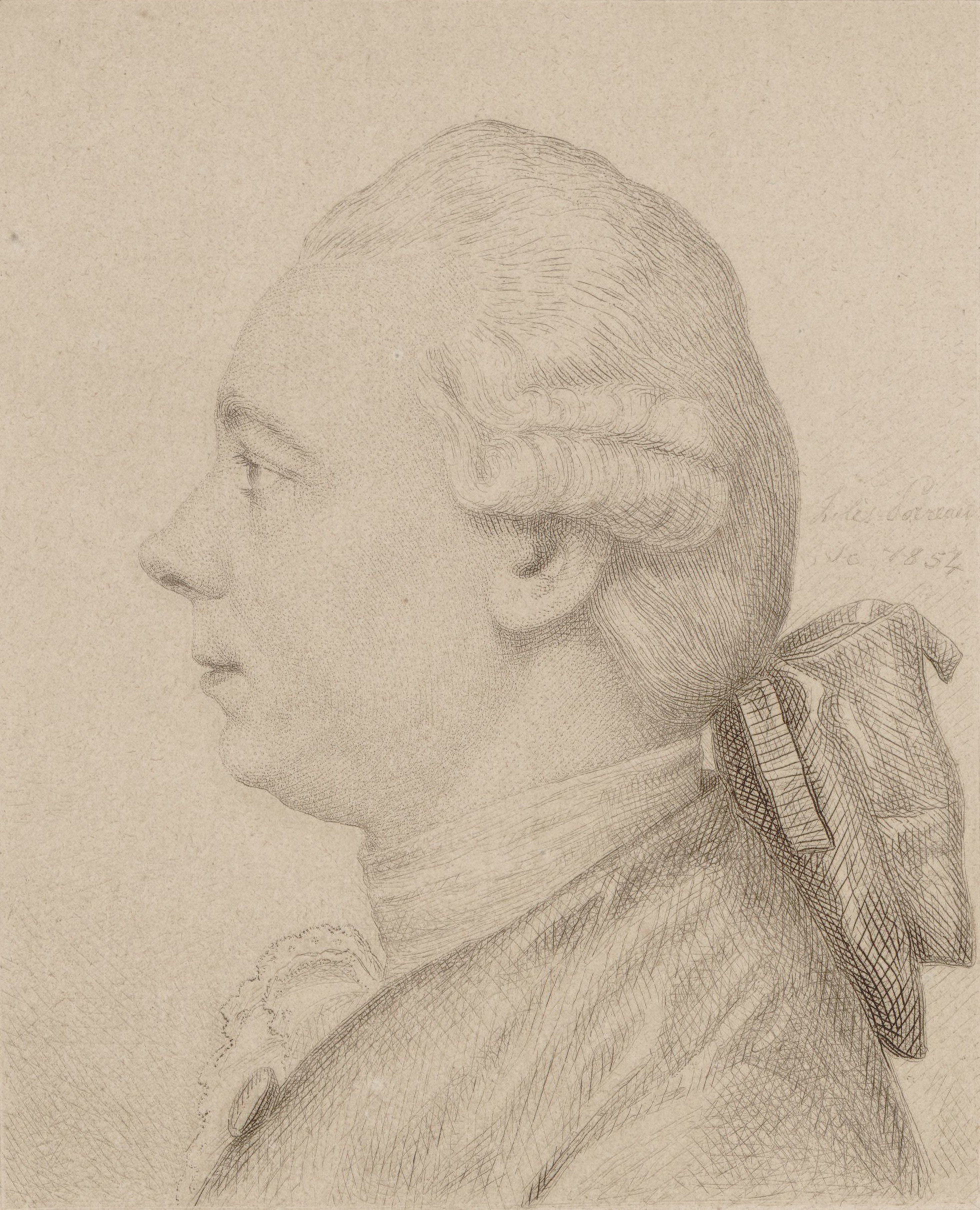
Philidor nach einem Kupferstich von 1772

François-André Danican Philidor (genannt: André Danican Philidor „der Jüngere“, * 7. September 1726 in Dreux; † 31. August 1795 in London) war ein französischer Komponist und galt zu seinen Lebzeiten als bester Schachspieler der Welt.
Heutzutage ist die Erinnerung an sein Musikschaffen verblasst, dafür ist er als grundsteinlegender Vordenker modernen Schachs weltbekannt. Nach ihm ist eine Schacheröffnung, die Philidor-Verteidigung, benannt. Auch eine Verteidigungsmethode im Turmendspiel trägt seinen Namen.

## Leben

### Musikerfamilie
Der ursprüngliche Name der Familie war Danican (D’Anican), sie war schottischer Herkunft (Duncan). Philidor entstammte einer Musikerfamilie, bereits sein Großvater Jean Danican Philidor (ca. 1620–1679) war Musiker der Grande Écurie in Paris. 'Philidor' ist eine spätere, ungeklärte Ergänzung seines Namens. Es wird berichtet, dass Michel Danican, wohl Philidors Großonkel, durch sein Spiel Ludwig XIII. zu dem Ausruf brachte, er erinnere ihn an einen italienischen Oboisten namens Filidori. Sein Vater André Danican Philidor (genannt Philidor l’aîné, 1647–1730) war zunächst ebenfalls in der Grande Écurie, dann am Hofe, in der Kapelle Ludwigs XIV. beschäftigt. Beide Vorfahren Philidors waren Komponisten, doch sind von Jean Danican Philidor keine Werke erhalten. Das Spiel von Philidors Vater (Pauke, Oboe, Krummhorn, Trumscheit und Fagott) fand die Zustimmung von Ludwig XIV., wie aus Gunstbezeugungen zu schließen ist.
Philidors ältester Bruder Anne Danican Philidor (1681–1728) ist als Begründer des Concert Spirituel, einer periodischen Veranstaltung öffentlicher Konzerte von 1725 bis 1791, in die Musikgeschichte eingegangen.
Philidor entstammt der zweiten Ehe seines Vaters. Er ist das dritte Kind aus dieser Verbindung (Elisabeth Le Roy ging 1719 als 19-Jährige in die Eheschließung), sein Vater war bei Philidors Geburt 79 Jahre alt und starb vier Jahre darauf. Die Bedeutung von André Danican Philidor für die Nachwelt lag nicht in seinen Kompositionen, sondern in seiner Sammelleidenschaft und Kopiertätigkeit für die königlichen Musikarchive. Dank seines jahrzehntelangen Bemühens konnte sich eine Fülle Material erhalten, das diese Musikepoche mit Kompositionen belegen kann.

### Jugend in Versailles und Paris

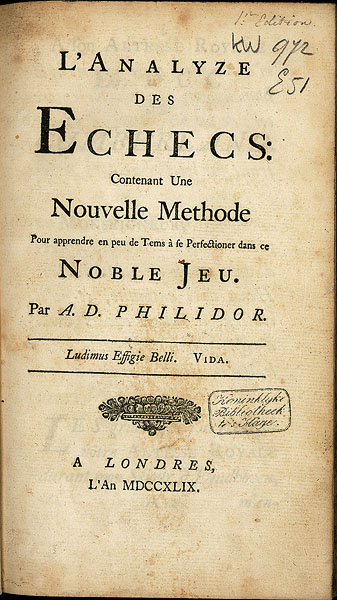
Titelblatt der Analyse des Échecs (Erstausgabe 1749)

Bereits als 6-Jähriger begann Philidor seine Musikerlaufbahn: Er wurde Page der Kapelle von Versailles, wo er sowohl in die Grundlagen der Musik (vom Kapellmeister) als auch die des Schachs eingeführt wurde (von den Musikern). Als 12-Jähriger konnte er seine erste Komposition vorlegen, eine Motette. Ludwig XV. war über die Leistung des Wunderkindes so entzückt, dass er ihm fünf Louis d’or dafür schenkte.
Im Jahre 1740 verließ Philidor die Kapelle und nahm seinen Wohnsitz in Paris, wo er zunächst als Musiklehrer und Musikkopist seinem Broterwerb nachging. Doch schon bald kam er mit dem Café de la Régence in Berührung. Dort wurde er Schüler von François Antoine de Legall, der im Café de la Régence als Berufsspieler tätig war. Durch die Tatsache, dass Philidor als Stammgast und Spieler im Café de la Regence angestellt war, kam es, dass er dort mit vielen Aufklärern wie Jean-Jacques Rousseau, Voltaire und Denis Diderot verkehrte. Mit letzterem pflegte Philidor eine langjährige Freundschaft. Diderots und Philidors Familien trafen sich regelmäßig.
Zunächst erhielt Philidor Vorgaben, doch innerhalb kurzer Zeit erwies sich der Jugendliche seinem Lehrer als überlegen.
Zwar war fortan Schach eine leidenschaftliche Betätigung Philidors, die ihn von seinen Musikstudien ablenkte, doch vergaß er nicht das Komponieren. Neben weiteren komponierten Motetten half er 1745 Jean-Jacques Rousseau bei der Vollendung von dessen Opernballett Les muses galantes.

### Niederlande, England, Preußen
Eine misslungene Musiktournee durch Europa ließ Philidor Mitte der 1740er Jahre in den Niederlanden stranden. Er versuchte sich in Den Haag mit dem professionellen Schachspiel durchzuschlagen und traf auf englische Offiziere, die ihn überredeten, nach London zu ziehen. In London begegnete er Abraham Janssen 
(1720–1795) und dem berühmten Syrer Philipp Stamma, den er 1747 in einem Wettkampf auf zehn Partien deutlich mit 8-2 besiegte. Er kehrte aufs Festland zurück, wo er mit dem Oberbefehlshaber der englischen Truppen in Holland, Wilhelm August, Herzog von Cumberland, bekannt wurde. Dieser wurde in Zukunft einer von Philidors wichtigsten Unterstützern. 1749 und 1751 war er Gast in Potsdam am Hofe Friedrichs II., der ihn sowohl als Komponisten wie auch als den besten Schachspieler seiner Zeit schätzte. In Berlin spielte Philidor, damals eine Sensation, an drei Brettern gleichzeitig Blindschach.
Zuvor hatte Philidor im Jahr 1749 in London in französischer Sprache sein später vielfach nachgedrucktes Schachlehrbuch veröffentlicht. L’ Analyse des Échecs (der Titel wurde später variiert) nahm auf die Entwicklung des Schachspiels den nachhaltigsten Einfluss. In dem Buch beschrieb er die theoretischen Grundlagen des Positionsspiels. Unter anderem stellte er darin die Bedeutung der Bauernstruktur besonders hervor: „Die Bauern sind die Seele des Schachspiels“, so lautet der wohl bekannteste Ausspruch Philidors über das Schachspiel.

### Wieder in Paris

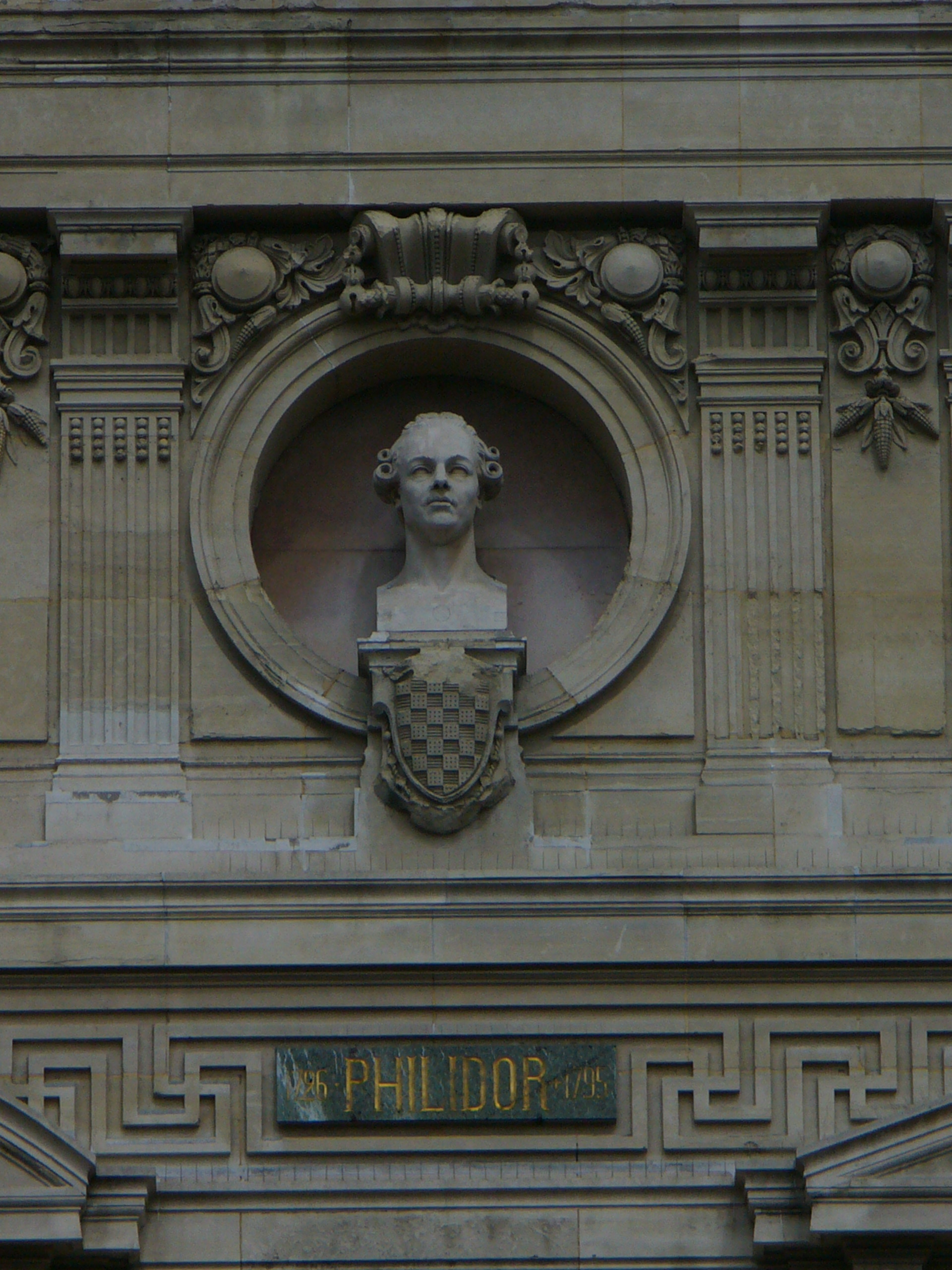
Büste Philidors an der Fassade der Opéra Garnier

Ab 1754 lebte Philidor wieder in Paris und komponierte vor allem Opern. Von 1759 bis 1765 kamen von ihm 11 Opern auf die Bühne, acht von ihnen waren große Erfolge. Seine berühmteste Opéra-comique wurde Tom Jones (1765), eine Henry-Fielding-Adaption von dessen bekanntestem Roman Tom Jones: Die Geschichte eines Findelkindes. Sie wurde im April 2004 in Hagen wiederaufgeführt.
Von großer Bedeutung sind außerdem seine tragische Oper Ernelinde, princesse de Norvège (1767) und sein Requiem von 1764 zum zweiten Todestag von Jean Philippe Rameau.

### Aufenthalte in London
Im Jahr 1770 gründete sich im „Salopian Coffee House“ in Charing Cross ein Schachklub, dessen Mitglieder Philidor offerierten, für ein Jahreshonorar die jährliche Saison von Februar bis Juni bei ihnen in London zu verbringen. Begierig nach neuen Schachkämpfen, nahm Philidor das materiell interessante Angebot an. 1772 und 1773 kehrte er ins „Salopian“ zurück; anschließend wechselte er zum „London Chess Club“ über, der sich in „Parsloe’s“, einem Wirtshaus in der St James’s Street, versammelte. Fortan hielt sich Philidor in jedem Jahr mehrere Monate in London auf. Als fest angestellter Berufsspieler des Hauses stand er dem Verein als Schachlehrer zur Verfügung; er gab Blindschach-Vorstellungen, spielte um Wetteinsätze gegen Besucher und gab nebenher Musikstunden.
Im Jahre 1771 fuhr Philidor erneut nach London, um u. a. den Musiker und Musikhistoriker Charles Burney zu besuchen. Auf dem Rückweg führte er einige seiner Werke zur Begutachtung für seinen alten Freund Denis Diderot mit im Gepäck. Umgekehrt verwendete sich Diderot für Philidor, um dessen Ansinnen zu unterstützen, für sein Werk L' Analyse des Échecs (1749) durch Burney einen guten Übersetzer ins Englische zu finden. So verfasste Diderot für Philidor ein Empfehlungsschreiben, in welchem er seine hohe Meinung und Wertschätzung für seinen alten Freund Philidor zum Ausdruck brachte.
Dies geschah bis zum Jahr 1792, als der Revolutionskrieg auch England und Frankreich erfasste. Philidor saß jetzt in England fest und durfte zuletzt aus politischen Gründen nicht mehr nach Paris zurückkehren. Er starb am 31. August 1795 in London und wurde am 3. September 1795 bei der Londoner St James-Kirche in der Piccadilly beigesetzt.
Zu Philidors namhaften Gegnern in den letzten Lebensjahren zählten Verdoni, der ihm als Berufsspieler in „Parsloe’s“ nachfolgen sollte, sowie der Mathematiker George Atwood. Dieser hinterließ der Nachwelt eine Anzahl von Aufzeichnungen gespielter Partien Philidors und seiner Zeitgenossen.

## Bedeutung für das Schach
|   | a | b | c | d | e | f | g | h |   |
| 8 |   |   |   |   |   |   |   |   | 8 |
| 7 |   |   |   |   |   |   |   |   | 7 |
| 6 |   |   |   |   |   |   |   |   | 6 |
| 5 |   |   |   |   |   |   |   |   | 5 |
| 4 |   |   |   |   |   |   |   |   | 4 |
| 3 |   |   |   |   |   |   |   |   | 3 |
| 2 |   |   |   |   |   |   |   |   | 2 |
| 1 |   |   |   |   |   |   |   |   | 1 |
|   | a | b | c | d | e | f | g | h |   |

Diagramm 1: Schwarz am Zug
|   | a | b | c | d | e | f | g | h |   |
| 8 |   |   |   |   |   |   |   |   | 8 |
| 7 |   |   |   |   |   |   |   |   | 7 |
| 6 |   |   |   |   |   |   |   |   | 6 |
| 5 |   |   |   |   |   |   |   |   | 5 |
| 4 |   |   |   |   |   |   |   |   | 4 |
| 3 |   |   |   |   |   |   |   |   | 3 |
| 2 |   |   |   |   |   |   |   |   | 2 |
| 1 |   |   |   |   |   |   |   |   | 1 |
|   | a | b | c | d | e | f | g | h |   |

Diagramm 2: Weiß am Zug gewinnt
Philidors Werk L’ analyse du jeu des échecs nimmt eine herausragende Stellung in der Schachliteratur ein. Das Buch gilt, insbesondere wegen seiner Ausführungen zur Bauernführung, als eine Grundlegung der Schachstrategie. Es enthält auch das erste bekannte Beispiel für ein rein positionell begründetes Bauernopfer im Mittelspiel (Diagramm 1).
Philidor empfahl hier 1. … e5–e4 2. d3xe4 d5–d4. Für den geopferten Bauern erhält Schwarz einen Freibauern auf der d-Linie sowie das starke Feld e5 für seinen Springer. Die Stellung befindet sich danach in einem dynamischen Gleichgewicht mit guten Chancen für Schwarz.
Auch im Bereich der Endspiele gelangen Philidor bahnbrechende Analysen, die allen späteren Prüfungen standhielten und zum festen Bestandteil der Endspieltheorie wurden.
Philidor wies nach, dass die Stellung in Diagramm 2 gewonnen ist. Seine Variante lautete: 1. Tc1–c8+ Td7–d8 2. Tc8–c7 Td8–d2 3. Tc7–b7 Td2–d1 4. Tb7–g7 Td1–f1 5. Le5–g3 Tf1–f3 6. Lg3–d6 Tf3–e3+ 7. Ld6–e5 Te3–f3 8. Tg7–e7+ Ke8–d8 9. Te7–b7 nebst Matt auf b8, weil dem schwarzen Turm das Feld c3 nicht zugänglich ist.
Im Bereich der Eröffnung geht die Philidor-Verteidigung auf ihn zurück. Sie entsteht nach den Zügen 1. e2–e4 e7–e5 2. Sg1–f3 d7–d6. Philidor vertrat die Ansicht, dass ein frühes Herausbringen der Springer die Bauernentwicklung behindere. Aus diesem Grund favorisierte er für Weiß anstelle von 2. Sg1–f3 den Zug 2. Lf1–c4. Das Läuferspiel wurde in Befolgung der Lehren Philidors eine vorherrschende Eröffnung, bis sich im 19. Jahrhundert wieder das Königsspringerspiel durchsetzte.

## Zitate über Philidor
„Frage den größten Schachspieler, welcher itzt existiert (bekanntermaaßen der Musicus Philidor in Frankreich, der mit vier großen Meistern zugleich spielt, und jedem das Spiel abgewinnt, wenn sie ihn anfangen lassen, und dazwischen noch eine Aria komponiert, womit Madam Brochard vielleicht in Maynz den Sieg über die Hellmuth davon tragen könnte), er wird Dir das nehmliche sagen.“

## Werkausgaben
- L’ Analyse des Échecs. Nachdruck der Erstausgabe von 1749 (London 1752)
- Die Kunst im Schachspiel ein Meister zu werden. Erste deutsche Übersetzung (Straßburg 1754)
- Analyse du Jeu des Échecs. Erweiterte französische Ausgabe (London 1777)
- Analysis of the Game of Chess. A New Edition. Erster und zweiter Band. Erweiterte englische Ausgabe von 1790 (letzte Bearbeitung Philidors)
- The celebrated analysis of the game of chess. Englische (von George Walker verantwortete) Ausgabe mit biographischer Skizze (1832)
- Praktische Anweisung zum Schachspiel. Deutsche Übersetzung (Gotha 1833)

## Kompositionen (Auswahl)
Opern:
- Le diable à quatre (1756)
- Blaise le savetier (1759)
- L'huître et les plaideurs (1759)
- Le quiproquo ou Le volage fixé (1759)
- Le soldat magicien (1760)
- Le jardinier et son seigneur (1761)
- Le maréchal-ferrant (1761)
- Sancho Pança dans son île (1762)
- Le bûcheron ou Les trois souhaits (1763)
- Le sorcier (1764)
- Tom Jones (1765/1766)
- Ernelinde, princesse de Norvège (1767)
- Le jardinier de Sidon (1768)
- L’amant déguisé ou Le jardinier supposé (1769)
- La nouvelle école des femmes (1770)
- Herne le chasseur (1773)
- Le puits d’amour (1779)
- L’amitié au village (1785)
- Thémistocle (1786)
- La belle esclave (1788)
- Bélisaire (1796 veröffentlicht)

Vokalmusik:
- Motetten
- Arie für Rousseaus Le devin de village (1763)
- Requiem für Rameau (1764)
- Te Deum (1786)

Instrumentalmusik:
- L’Art de la modulation, 6 Quartette für Oboe (oder Flöte bzw. Violine), 2 Violinen und Cembalo (1755)

## Diskographie (Auswahl)
- Tom Jones, Sébastien Droy, Sophie Marin-Degor, Marc Barrard, Sibyl Zanganelli, Lausanne Sinfonietta, Jean-Claude Malgoire, 2006, Dynamic/Klassik-Center 509/1-2 (2 CDs) (Rezension bei rondomagazin.de)
- Carmen Saeculaire, Symphony No. 27 in G major, Le marechal ferrant: Overture, Le sorcier: Overture, Tom Jones: Overture, Svizzera Italiana Orchestra, Prague Chamber Orchestra, Jean-Claude Malgoire, Christian Benda, 2007. Naxos Nx 855759394 (2 CDs)